# تقييم المخاطر الصحية
يعد تقييم المخاطر الصحية (يشار إليه أيضًا باسم تقييم المخاطر الصحية وتقييم الصحة والرفاهية) أحد أكثر أدوات الفحص استخدامًا على نطاق واسع في مجال تعزيز الصحة وغالبًا ما يكون الخطوة الأولى في برامج تعزيز الصحة متعددة العناصر.

## التعريف
تقييم المخاطر الصحية (HRA) هو استبيان صحي يستخدم لتزويد الأفراد بتقييم للمخاطر الصحية ونوعية الحياة. عادةً ما تشتمل HRA على ثلاثة عناصر رئيسية – استبيان موسع، وحساب أو درجة للمخاطر، وشكل من أشكال التغذية الراجعة، أي وجهاً لوجه مع مستشار صحي أو تقرير آلي عبر الإنترنت.
تحدد مراكز السيطرة على الأمراض والوقاية منها HRA على أنها: «نهج منهجي لجمع المعلومات من الأفراد الذي يحدد عوامل الخطر، ويقدم ملاحظات فردية، ويربط الشخص بتدخل واحد على الأقل لتعزيز الصحة، والحفاظ على الوظيفة و/ أو الوقاية من المرض».
هناك مجموعة من HRAs المختلفة المتاحة للبالغين والأطفال.  بعض الفئات المستهدفة محددة.  على سبيل المثال، في الولايات المتحدة، تسأل HRAs من الرعاية الطبية من كبار السن عن قدرتهم على أداء الأنشطة اليومية.  تطرح تقييمات الرعاية الطبية أسئلة حول الوصول إلى الرعاية الصحية وتوافر الطعام وظروف المعيشة.  تلتقط معظم HRAs المعلومات المتعلقة بـ:
الخصائص الديموغرافية – العمر والجنس، نمط الحياة – ممارسة الرياضة، والتدخين، وتناول الكحول، والنظام الغذائي
التاريخ الطبي الشخصي والعائلي (في الولايات المتحدة، نظرًا للتفسير الحالي لقانون عدم التمييز للمعلومات الجينية، لا يُسمح بالأسئلة المتعلقة بالتاريخ الطبي للعائلة إذا كان هناك أي حافز مرتبط بأخذ HRA)
البيانات الفسيولوجية – الوزن، الطول، ضغط الدم، الكوليسترول
المواقف والاستعداد لتغيير السلوك من أجل تحسين الصحة
الأهداف الرئيسية لقانون الموارد البشرية هي:
تقييم الحالة الصحية
تقدير مستوى المخاطر الصحية
إبلاغ المشاركين وتقديم الملاحظات لهم لتحفيز تغيير السلوك لتقليل المخاطر الصحية
في الولايات المتحدة، تُستخدم HRAs كجزء من الزيارة الصحية السنوية لبرنامج الرعاية الطبية للمساعدة في تحديد القضايا المهمة لصحة كبار السن ورفاهيتهم.  تساعد HRAs المستخدمة كجزء من التسجيل في برنامج ميديكيد في تحديد الأفراد الذين يعانون من مشاكل صحية والتي تحتاج إلى اهتمام فوري.  توصي فرقة عمل الخدمات الوقائية المجتمعية (CPSTF) باستخدام HRAs في أماكن العمل عند استخدامها مع التثقيف الصحي، بعد أن وجدت أن هناك أدلة قوية أو مرضية على أنها تساعد في تحسين السلوكيات التالية بين الموظفين:
تبغ
استهلاك الكثير من الكحول
أحزمة المقاعد
استهلاك الدهون
ضغط الدم
الغياب
استخدام خدمات الرعاية الصحية
ملخص تقديرات المخاطر الصحية

## التاريخ
يمكن إرجاع المفهوم الأصلي لقانون الموارد البشرية إلى القرار الذي اتخذه مساعد الجراح العام للولايات المتحدة لإجراء دراسة لتحديد العمر المحتمل لمدة 10 سنوات للأفراد بناءً على أنماط الحياة والظروف المسبقة.  المشروع، بقيادة لويس سي روبينز، دكتوراه في الطب ، من خدمة الصحة العامة، كان دراسة فرامنغهام.  استندت الدراسة إلى دراسات طولية متعمقة أجريت على 5000 أسرة في فرامنغهام، ماساتشوستس، والتي استمرت حتى يومنا هذا بتمويل من المعاهد الوطنية للصحة.  غادر الدكتور روبينز خدمة الصحة العامة وانضم إلى مستشفى ميثوديست في إنديانابوليس حيث عمل مع جاك هول، دكتوراه في الطب، على تطوير المجموعة الأولى من جداول المخاطر الصحية. وبلغ هذا ذروته في نشر «كيفية ممارسة الطب المستقبلي» في عام 1970 – وهو دليل للأطباء الممارسين، والذي أوجز استبيان تقييم المخاطر الصحية، وحسابات المخاطر، واستراتيجيات التغذية الراجعة للمرضى. خلال الستينيات، شكل بعض الباحثين في كاليفورنيا مختبر السكان البشري (HPL) للتحقيق في العوامل التي تساهم في جودة الحياة. مستوحى من مقال بحثي يقدم تقريرًا عن دراسة مقاطعة ألاميدا HPL حول أفضل ممارسات نمط الحياة من أجل صحة جيدة، طور Don R. Hall، DrPH، خوارزمية لتقييم العمر الصحي على آلة حاسبة بينما كان طالب ماجستير في جامعة Loma Linda في عام 1972. في عام 1977، قام الدكتور دون هول بترميز حسابات طول العمر على TRS-80، مما أدى إلى إنشاء أول تقييم محوسب للمخاطر الصحية.  في غضون عام، قام ببرمجة 12 تقييمًا صحيًا حول موضوعات فردية مثل التغذية واللياقة والوزن والتوتر.  في عام 1979، عندما أصبحت أجهزة الكمبيوتر المكتبية الشخصية متاحة بسهولة، قام بتجميع 12 تقييمًا معًا على قرص مرن وقام بتسويقها كتقييم شامل للمخاطر الصحية.